# Cătălin Țîră
Ștefan Cătălin Țîră (Bucarest, 18 giugno 1994) è un calciatore rumeno, attaccante dello Slatina.

## Carriera

### Nazionale
Il 10 settembre 2013 ha giocato la partita di qualificazione agli Europei Under-21 2015 che la sua Romania ha perso per 3-2 in casa del Montenegro.

## Palmarès

### Club

#### Competizioni giovanili
- Campionato Primavera: 1

Lazio: 2012-2013